# Ispáster
Ispáster (em castelhano) ou Ispaster (em basco) é um município da Espanha na província da Biscaia, comunidade autónoma do País Basco, com 22,62 km² de área. Em 2021 tinha 754 habitantes (densidade: 33,3 hab./km²).

## Demografia
| Variação demográfica do município entre 1991 e 2004 | Variação demográfica do município entre 1991 e 2004 | Variação demográfica do município entre 1991 e 2004 | Variação demográfica do município entre 1991 e 2004 |
| --------------------------------------------------- | --------------------------------------------------- | --------------------------------------------------- | --------------------------------------------------- |
| 1991                                                | 1996                                                | 2001                                                | 2004                                                |
| 618                                                 | 624                                                 | 613                                                 | 615                                                 |